# شورش ایزومی چیکاهیرا
شورش ایزومی چیکاهیرا (به ژاپنی: 泉親衡の乱 いずみちかひらのらん)، یک جنگ داخلی بود که در ۱۵ فوریه ۱۲۱۳ در اوایل دوره کاماکورا آغاز شد. این به طرحی اشاره دارد که در آن ایزومی چیکاهیرا، نگهدارنده شوگون‌سالاری کاماکورا و عضوی از خاندان شینانو گنجی جهت توطئه برای سرنگونی نایب‌السلطنه هوجو یوشیتوکی با اسیر کردن ایجیتسو پسر یتیم میناموتو نو یوری‌ایه (مرگ شوگون دوم ۱۲۰۴) در کاخ کاماکورا و نبردی که پس از آن انجام شد اشاره دارد. به‌طور کلی به عنوان مقدمه ای برای نبرد وادا در نظر گرفته می‌شود.
هوجو یوشیتوکی پدرش هوجو توکیماسا را به ایزو تبعید کرد و کنترل شوگون‌سالاری را به دست گرفت. با این حال، همه گوکه‌نین‌ها با یوشیتوکی موافق نبودند و وادا یوشیموری نشانه‌هایی از درگیری را نشان داد. در چنین شرایطی بود که شورش ایزومی چیکاهیرا شروع شد.